# Mustaschgrönbulbyl
Mustaschgrönbulbyl (Eurillas latirostris) är en fågel i familjen bulbyler inom ordningen tättingar.

## Utseende och läte
Mustaschgrönbulbylen är en medelstor mörkt olivgrön bulbyl med tydliga gula streck på sidan av strupen, därav namnet. Lätet består av låga "chrow" som ges i en ändlös serie dagen lång. 

## Utbredning och systematik
Mustaschgrönbulbyl delas upp i två underarter med följande utbredning:
- E. l. congener – Senegal till sydvästra Nigeria
- E. l. latirostris – södra Nigeria till norra Angola, östra Demokratiska republiken Kongo, Kenya och Tanzania samt ön Bioko i Guineabukten

## Levnadssätt
Mustaschgrönbulbylen hittas i regn-, berg-, och galleriskogar, igenväxande buskmarker och fält samt trädgårdar. Den är relativt vanlig, men tillbakadragen. 

## Status
Arten har ett stort utbredningsområde och beståndet anses stabilt. Internationella naturvårdsunionen IUCN listar den därför som livskraftig (LC).